# Гонкур (станция метро)
Гонкур (фр. Goncourt) — станция линии 11 Парижского метрополитена, расположенная на границе X и XI округов Парижа. Названа в честь известного французского учёного-натуралиста Эдмона де Гонкура. 

## История
- Станция открыта 28 апреля 1935 года в составе первого пускового участка линии 11 Шатле — Порт-де-Лила.
- Пассажиропоток по входу на станцию в 2013 году, по данным RATP, составил 3 740 119 человек, что вывело станцию на 140-е место по данному показателю[2].

## Перспективы
В рамках проекта развития линии 11 на станции планируется сооружение нового выхода на рю Фобур ду-Тампль.